# Tom Clancy's Ghost Recon Predator
Tom Clancy's Ghost Recon Predator é um jogo eletrônico do gênero Tiro em primeira pessoa tático desenvolvido pela Virtuous, publicado pela Ubisoft para PlayStation Portable e lançado em 1º de outubro de 2010. O jogo é ambientado nas selvas de Sri Lanka e Paquistão, onde o jogador deve conduzir o esquadrão de elite denomindado "Ghosts" atrás das linhas inimigas, na vanguarda do Exército dos Estados Unidos, misturando-se entre amigos e inimigos.Tom Clancy Recon Predator inclui características de multiplayer co-op, onde os jogadores podem criar equipes, usando táticas de acompanhamento, com seu companheiros para enganar o adversário. O jogo recebeu avaliações negativas, a maior parte por seu gráfico usando elementos da 6ª geração de consoles.